# En liten smula kärlek
En liten smula kärlek skrevs av Kai Gullmar (musik) och Hasse Ekman (text), och är en sång som spelades in av Alice Babs och utkom på skiva 1941. Den var med i filmen Magistrarna på sommarlov.
Så sent som 2018 gjordes en kortfilm baserad och musiksatt med Babs inspelning av sången., och visades på festivaler i Sverige.

### Fotnoter
1. ↑  ”En liten smula kärlek”. Svensk mediedatabas. 6 mars 1941. http://smdb.kb.se/catalog/search?q=en+liten+smula+k%C3%A4rlek+typ%3Afonogram. Läst 2 januari 2015.
2. ↑  ”En liten smula kärlek - kortfilm på Youtube”. https://www.youtube.com/watch?v=p1YZQfqOKMk&vl=sv. Läst 22 oktober 2018.
3. ↑  ”Filmens sida på IMDb”. https://www.imdb.com/title/tt6643286/. Läst 22 oktober 2018.